# 藤原通重
藤原 通重（ふじわら の みちしげ）は、平安時代後期の貴族。藤原北家中御門流、大蔵卿・藤原通基の次男。官位は従四位上・丹波守。中御門流一条家の祖で、一条通重とも表記する。

## 経歴
初名を長基と名乗る。
鳥羽院政期中期の康治・久安年間（1142年～1147年）にかけて能登守を務め、この間の康治2年（1143年）従四位下、久安3年（1147年）従四位上に叙せられた。兄・通親の早世により、通重は通基の嫡男と位置付けられたことに加え、母が仕えている待賢門院（鳥羽天皇皇后）・上西門院（鳥羽天皇皇女）の庇護の下に若年にして京官も経ずに四位に叙せられている。久安4年（1148年）に59歳で卒去した父・通基の位階は正四位下に過ぎなかったことから、同年段階で既に従四位上に達していた通重の昇進の早さが窺える。
久安4年（1148年）正月に丹波守に遷り、同年10月に行われた殿上饗に弟の能登守・基家とともに奉仕している。久安5年（1149年）8月21日に卒去。最終官位は従四位上行丹波守。
一条の家名は通重の母である上西門院一条が有していた一条室町の邸宅に由来し、この邸宅は通重の死後彼女に引き取られた遺児の能保に継承された。後年、能保は朝廷と草創期の鎌倉幕府との間に立って重きをなし、従二位権中納言まで立身している。

## 官歴
- 康治元年（1142年） 4月7日：見能登守[2]
- 康治2年（1143年） 正月6日：従四位下[2]
- 久安3年（1147年） 正月2日：従四位上、見能登守[2]
- 久安4年（1148年） 正月28日：丹波守[2]
- 久安5年（1149年） 3月28日：復任丹波守[2]。8月1日：卒去（従四位上行丹波守）[2][3]

## 系譜
- 父：藤原通基
- 母：上西門院一条（源師隆の娘） - 待賢門院女房、上西門院乳母
- 妻：徳大寺公能の娘
  - 長男：一条能保（1147-1198）
- 妻：不詳
  - 女子：徳大寺公衡室